# Christine Jacobi
Christine Jacobi (geb. Reiher; * 16. Mai 1979 in Berlin) ist eine deutsche evangelische Theologin.

## Leben
Jacobi studierte von 1998 bis 2006 Kunstgeschichte und evangelische Theologie in Berlin und Heidelberg und legte das erste theologische Examen ab. 2006 bis 2010 war sie wissenschaftliche Mitarbeiterin am Lehrstuhl für Neues Testament der Universität Leipzig. Ihre Dissertation schrieb sie über die Jesusüberlieferung bei Paulus. Von 2011 bis 2020 arbeitete sie am Lehrstuhl für Exegese und Theologie des Neuen Testaments sowie die neutestamentlichen Apokryphen an der Humboldt-Universität zu Berlin, wo sie von 2020 bis 2021 Gastprofessorin war. Jacobi absolvierte von 2021 bis 2023 das Vikariat in der Evangelischen Kirche Berlin-Brandenburg-schlesische Oberlausitz. Von 2024 bis 2025 vertritt sie die Professur Neues Testament und Geschichte der Alten Kirche der Goethe-Universität Frankfurt. Jacobi ist Mitglied des Berliner Arbeitskreises für koptisch-gnostische Schriften. Sie ist verheiratet und Mutter eines Kindes.

## Forschungsschwerpunkte
Jacobi beschäftigt sich mit der historischen Jesusforschung, Paulus und seiner Theologie, Auferstehungsvorstellungen im frühen Christentum, der frühchristlichen Apokryphen, Hermeneutik sowie der Rezeptions- und Wirkungsgeschichte des Neuen Testaments.

## Schriften (Auswahl)

### Monographien
- Jesusüberlieferung bei Paulus? Analogien zwischen den echten Paulusbriefen und den synoptischen Evangelien (BZNW 213), Berlin 2015.
- Leiblich vermitteltes Leben. Vorstellungen vom Überwinden des Todes und vom Auferstehen im frühen Christentum (WUNT I 501), Tübingen 2023.

### Herausgeberschaften
- mit Jens Schröter, Jesus Handbuch, Tübingen 2017.
- mit Helen K. Bond / Chris Keith / Jens Schröter, The Reception of Jesus in the First Three Centuries, 3 Volumes, London 2019.